# Matea Magdić
Matea Magdić est une joueuse de volley-ball croate née le 16 novembre 1991 à Zagreb. Elle mesure 1,87 m et joue au poste d'attaquante. 

## Clubs
| Club                  | De        | À         |
| --------------------- | --------- | --------- |
| Mladost Zagreb        | 2001-2002 | 2009-2010 |
| ŽOK Rijeka            | 2010-2011 | 2012-2013 |
| Volley-Club Harnes    | 2013-2014 | 2013-2014 |
| Terville FOC          | 2014-2015 | 2014-2015 |
| Rote Raben Vilsbiburg | 2015-2016 | 2015-2016 |
| AEL Limassol          | 2016-2017 | 2016-2017 |
| AEK Larnaca           | 2017-2018 | 2017-2018 |
| AEL Limassol          | 2018-2019 | 2018-2019 |
| CMFC                  | 2019-2020 | …         |

## Palmarès
- Championnat de Croatie
  - Vainqueur : 2011, 2012, 2013.
- Coupe de Croatie
  - Vainqueur : 2012.
  - Finaliste : 2010, 2011.
- Coupe de Chypre
  - Vainqueur : 2018.
  - Finaliste : 2017, 2019.
- Championnat de Chypre
  - Finaliste : 2017, 2019.